# 플랜트 (건담 시리즈)
플랜트(영어: PLANT, 일본어: プラント)는 TV 애니메이션 《기동전사 건담 SEED》 및 《기동전사 건담 SEED DESTINY》에 등장하는 가공의 스페이스 콜로니 집단이자 국가이다.

## 개요
플랜트와 자프트의 설정 제작은 모리타 시게루가 담당했다. 모리타는 서적의 인터뷰에서 자프트가 군대, 플랜트가 콜로니의 호칭이라는 것이 먼저 정해져 있었기 때문에 코디네이터들의 통치 기구와 행정 시스템의 설정을 제작했다고 말하고 있다.
또한, 신화에서 말해지는 낙원(=유토피아)을 이미지화해서 디자인되었다고 말했다. 디자인을 담당한 것은 스튜디오 누에의 미야타케 카즈타카이다.

## 같이 보기
- 기동전사 건담 SEED